# Kaori Ekuni
Kaori Ekuni (江國 香織, Ekuni Kaori), née le 21 mars 1964 est une écrivaine japonaise. née dans l'arrondissement de Setagaya à Tokyo, son père est l'essayiste et poète haiku, Shigeru Ekuni.

## Carrière
Après avoir achevé ses études secondaires, Ekuni étudie en université aux États-Unis. Elle fait ses débuts littéraires en 1987 avec des contes pour enfants qui lui valent de remporter un prix du livre pour enfants. Avec le roman Kira Kira hikaru (1991), qui est une des meilleures ventes au Japon, elle remporte le prix Murasaki Shikibu de littérature en 1992. Elle se révèle par la suite essentiellement comme essayiste et auteur de portraits de jeunes femmes sensibles. Pour Oyogu no ni anzen demo tekisetsu demo arimasen elle est couronnée en 2003 du prix Shūgorō Yamamoto et du prix Naoki en 2004 pour Gōkyūsuru jumbi wa dekiteita. En 2010, elle est lauréate du prix Chūōkōron de littérature pour Mahiru nanoni kurai heya.
Ses nombreuses œuvres de fiction ont été traduites en plusieurs langues et publiées dans de nombreux pays, dont son roman Twinkle Twinkle.
De 2004 à 2008, ses livres font continuellement partie des 50 meilleures ventes en Corée. Twinkle Twinkle est une meilleure vente en 1991.

## Œuvre traduite en français
- Dans la barque de Dieu [« Kamisama no boto »], trad. de Patrick Honnoré, Arles, France, Éditions Philippe Piquier, 2014, 208 p.  (ISBN 978-2-8097-0980-3)

## Récompenses
- Prix Murasaki Shikibu, 1992,  Kirakira Hikaru
- Prix Shūgorō Yamamoto, 2001, It's not safe or suitable to swim
- Prix Naoki, 2004 Gokyu suru Junbi wa Dekiteita
- Prix Caméléon, 2016, Dans la barque de Dieu